# Aldrovandia mediorostris
Aldrovandia mediorostris är en fiskart som först beskrevs av Günther, 1887.  Aldrovandia mediorostris ingår i släktet Aldrovandia och familjen Halosauridae. Inga underarter finns listade i Catalogue of Life.

## Bildgalleri

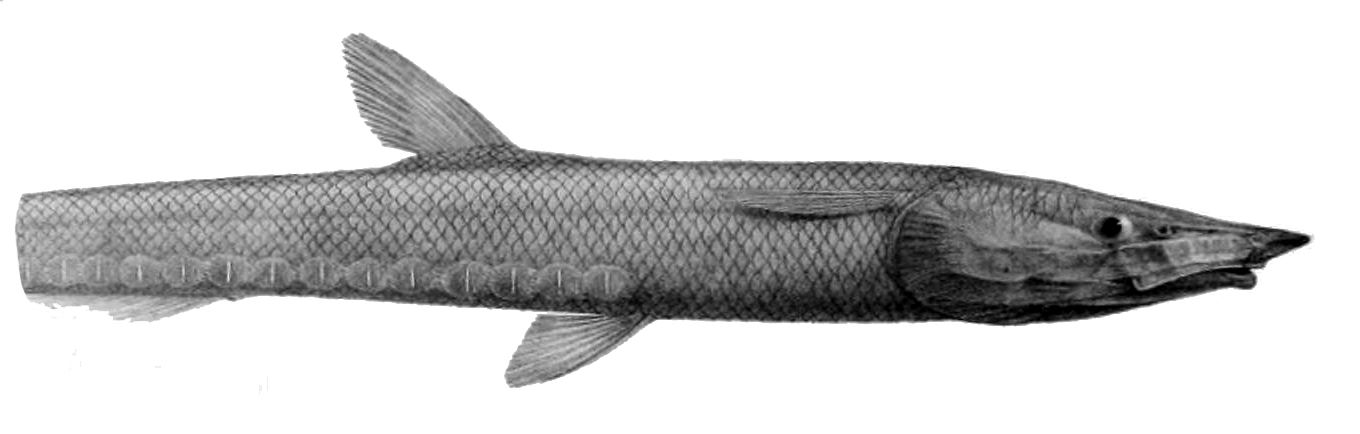
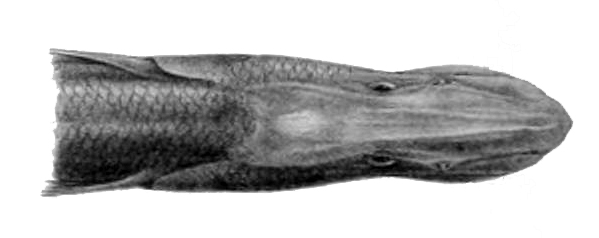